# Granön-Äggskär
Granön-Äggskär is een Zweeds dubbeleiland behorend tot de Lule-archipel. Afhankelijk van de waterstand van de Botnische Golf is er sprake van twee eilanden of één eiland. Äggskär is bij samenvoeging het noordelijke en kleinere gedeelte. De Äggskärsgrundet is de ondiepte die beide eilanden scheidt bij een hoge waterstand. Het eiland heeft geen vaste oeververbinding. Op het eiland staat een aantal zomerhuisjes.